# Blosxom
 (février 2021).
Si vous disposez d'ouvrages ou d'articles de référence ou si vous connaissez des sites web de qualité traitant du thème abordé ici, merci de compléter l'article en donnant les références utiles à sa vérifiabilité et en les liant à la section « Notes et références ».

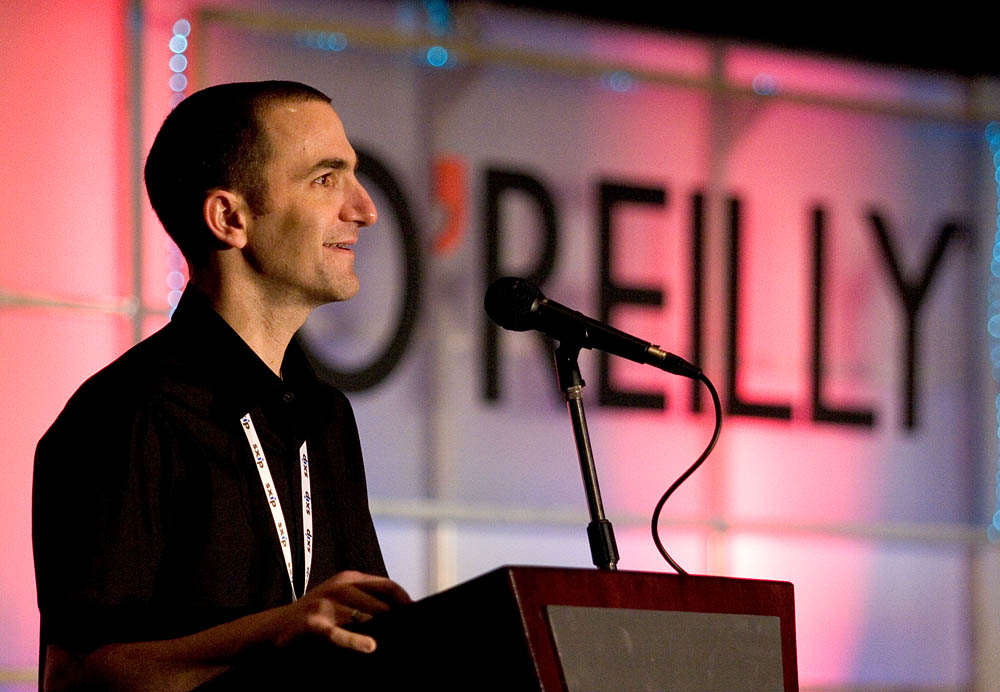
Rael Dornfest

Blosxom (prononcer «blossomme») est un moteur de blog et un système de gestion de contenu, développé par Rael Dornfest.
C'est un logiciel libre distribué selon les termes d'une licence de type BSD.

## Aperçu
Le design de Blosxom est assez minimaliste. Blosxom est distribué sous la forme d'un script Perl unique. Toute la configuration s'effectue par l'édition de ce script. Les billets du blog sont stockés sous forme de fichiers textes, contenant un titre, des en-têtes optionnels (en cas d'utilisation du greffon d'en-têtes), et des lignes vides suivies du contenu proprement dit du billet. De nouveaux designs peuvent lui être ajoutés en créant des fichiers de squelettes.

## Utilisation et fonctionnalités
Selon la méthode d'invocation, Blosxom peut opérer soit en tant que script CGI, soit en produisant des fichiers HTML statiques. Par défaut, Blosxom permet d'afficher les billets récents, de catégoriser les contenus, de les récupérer selon la date (et d'en définir un lien permanent), et de générer des flux RSS.
Malgré sa simplicité, Blosxom est un logiciel très puissant dont les fonctionnalités peuvent être accrues en développant des greffons.